# Jezioro Raduńskie Górne
Der Jezioro Raduńskie Górne (deutsch Radaune-See, auch Radaunen-See) ist ein 15 Kilometer langer, bis zu 900 Meter breiter See in der polnischen Woiwodschaft Pommern.
Der Raduńskie Górne erstreckt sich südwestlich der Stadt Kartuzy (Karthaus) im Zentrum der Kaschubischen Schweiz von Südwesten nach Nordosten und ist mit zahlreichen anderen Seen verbunden. Aus ihm und dem Jezioro Stężyckie (Stendsitzer See) bei Stężyca (Stendsitz) fließt das Wasser in die Radunia (Radaune) ab, die bei Krępiec (Krampitz) in die Motława (Mottlau) mündet, die ihrerseits bei Danzig in die Weichsel fließt. 